# آیکون (گروه موسیقی)
آیکُن (به کره‌ای: 아이콘؛ به انگلیسی: iKON) گروه موسیقی کی-پاپ است که زیرنظر وای‌جی انترتینمنت به فعّالیّت می‌پردازد. این گروه نخستین بار، در سال ۲۰۱۳ و در برنامهٔ وین: هو ایز نکست، با عنوان «تیم بی» معرفی شد که در نهایت به «تیم اِی» (وینر فعلی) باخت و یک سال دیگر نیز به دورهٔ کارآموزی خود ادامه داد و سپس در ژوئن ۲۰۱۴، در دومین برنامهٔ تلویزیونی خود با عنوان «میکس اند مچ» به‌همراه سه کارآموز جدید حضور یافت. هفت برندهٔ نهایی، گروه آیکن را تشکیل دادند.
نخستین تک‌آهنگ گروه با عنوان «ایدئال من»، در ۱۵ سپتامبر ۲۰۱۵ منتشر شد و بلافاصله پس از انتشار، درصدر هشت جدول موسیقی معتبر کره جای گرفت.

## اعضا
| عنوان هنری | نام اصلی       | زادروز                  |
| ---------- | -------------- | ----------------------- |
| جین‌هوان    | کیم جین-هوان   | ۷ فوریهٔ ۱۹۹۴ ‏(۳۱ سال)   |
| یون‌هیونگ   | سونگ یون-هیونگ | ۸ فوریهٔ ۱۹۹۵ ‏(۳۰ سال)   |
| بابی       | کیم جی-وون     | ۲۱ دسامبر ۱۹۹۵ ‏(۲۹ سال) |
| دونگ‌هیوک   | کیم دونگ-هیوک  | ۳ ژانویهٔ ۱۹۹۷ ‏(۲۸ سال)  |
| جو-نه      | کو جون-هه      | ۳۱ مارس ۱۹۹۷ ‏(۲۷ سال)   |
| چان‌وو      | جونگ چان-وو    | ۲۶ ژانویهٔ ۱۹۹۸ ‏(۲۷ سال) |

## ترانه‌شناسی

### آلبوم‌های استودیویی
| عنوان                                                                        | توضیحات                                                                                            | بالاترین موقعیت در جدول | بالاترین موقعیت در جدول | بالاترین موقعیت در جدول | بالاترین موقعیت در جدول | بالاترین موقعیت در جدول | فروش                                                       |
| عنوان                                                                        | توضیحات                                                                                            | کره جنوبی               | FRA                     | ژاپن                    | ژاپن                    | US World                | فروش                                                       |
| عنوان                                                                        | توضیحات                                                                                            | کره جنوبی               | FRA                     | Oricon                  | Hot                     | US World                | فروش                                                       |
| کره‌ای                                                                        | کره‌ای                                                                                              | کره‌ای                   | کره‌ای                   | کره‌ای                   | کره‌ای                   | کره‌ای                   | کره‌ای                                                      |
| ---------------------------------------------------------------------------- | -------------------------------------------------------------------------------------------------- | ----------------------- | ----------------------- | ----------------------- | ----------------------- | ----------------------- | ---------------------------------------------------------- |
| خوش برگشتی                                                                   | - انتشار: ۱ اکتبر ۲۰۱۵ - ناشر: وای‌جی انترتینمنت - قالب: سی‌دی، دانلود دیجیتال                       | ۱                       | —                       | ۲۲                      | —                       | ۳                       | - کره جنوبی: ۱۵۹٬۷۴۷ - ژاپن: ۱۰۱٬۳۸۴ - ایالات متحده: 1,000 |
| خوش برگشتی                                                                   | - انتشار: ۲۴ دسامبر ۲۰۱۵ - ناشر: وای‌جی انترتینمنت، وای‌جی‌ئی‌اکس - قالب: سی‌دی، دی‌وی‌دی، دانلود دیجیتال | ۱                       | —                       | ۳                       | —                       | ۲                       | - کره جنوبی: ۱۵۹٬۷۴۷ - ژاپن: ۱۰۱٬۳۸۴ - ایالات متحده: 1,000 |
| بازگشت                                                                       | - انتشار: ۲۵ ژانویه ۲۰۱۸ - ناشر: وای‌جی انترتینمنت، وای‌جی‌ئی‌اکس - قالب: سی‌دی، دانلود دیجیتال         | ۲                       | ۱۱۷                     | ۱                       | ۲۳                      | ۴                       | - کره جنوبی: ۱۰۷٬۶۲۱ - ژاپن: ۸۱٬۹۸۸ - ایالات متحده: ۱٬۰۰۰  |
| ژاپنی                                                                        | |                         |                         |                         |                         |                         |                                                            |
| نیو کیدز                                                                     | - انتشار: ۲۷ فوریه ۲۰۱۹ - ناشر: وای‌جی‌ئی‌اکس - قالب: سی‌دی، دانلود دیجیتال                            | —                       | —                       | ۵                       | ۷                       | —                       | - ژاپن: ۲۷٬۱۶۹                                             |
| «—» denotes releases that did not chart or were not released in that region. | |                         |                         |                         |                         |                         |                                                            |

### تک‌آهنگ‌ها
| سال               | عنوان                           | بالاترین موقعیت در جدول | بالاترین موقعیت در جدول | فروش              | آلبوم             |
| سال               | عنوان                           | گائون                   | بیلبورد                 | فروش              | آلبوم             |
| پیش از آغاز به‌کار | پیش از آغاز به‌کار               | پیش از آغاز به‌کار       | پیش از آغاز به‌کار       | پیش از آغاز به‌کار | پیش از آغاز به‌کار |
| ----------------- | ------------------------------- | ----------------------- | ----------------------- | ----------------- | ----------------- |
| ۲۰۱۳              | «پسری دیگر» (به‌عنوان «تیم بی»)  | ۴۶                      | —                       | کره: ۳۸٬۰۲۸       | بدون آلبوم        |
| ۲۰۱۳              | «اوج» (به‌عنوان «تیم بی»)        | ۱۲                      | —                       | کره: ۷۶٬۸۹۹       | بدون آلبوم        |
| ۲۰۱۴              | «منتظرم باش» (به‌عنوان «تیم بی») | ۴۸                      | —                       | کره: ۶۷٬۳۶۶       | بدون آلبوم        |
| پس از آغاز به‌کار  |                                 |                         |                         |                   |                   |
| ۲۰۱۵              | «ایدئال من»                     | ۱                       | ۳                       | - کره: ۸۳۵٬۶۷۰    | خوش برگشتی        |
| ۲۰۱۵              | «ریتم تا»                       | ۸                       | —                       | - کره: ۴۱۵٬۲۷۰    | خوش برگشتی        |
| ۲۰۱۵              | «هواپیما»                       | ۱۳                      | —                       | - کره: ۲۵۲٬۸۱۵    | خوش برگشتی        |
| ۲۰۱۵              | «سرود» (بی‌آی و بابی)            | ۶                       | —                       | - کره: ۱۱۶٬۵۶۲    | خوش برگشتی        |
| ۲۰۱۵              | «عذرخواهی»                      | ۱                       | ۳                       | - کره: ۲۰۱٬۷۶۳    | خوش برگشتی        |

### دیگر ترانه‌های در جدول
| سال  | عنوان        | بالاترین موقعیت در جدول | فروش           | آلبوم      |
| سال  | عنوان        | گائون                   | فروش           | آلبوم      |
| ---- | ------------ | ----------------------- | -------------- | ---------- |
| ۲۰۱۵ | «امروز»      | ۲۶                      | - کره: ۱۲۶٬۸۹۸ | خوش برگشتی |
| ۲۰۱۵ | «خوش برگشتی» | ۳۰                      | - کره: ۹۶٬۶۰۵  | خوش برگشتی |
| ۲۰۱۵ | «ام.یو. پی»  | ۳۴                      | - کره: ۹۱٬۳۹۲  | خوش برگشتی |